# Toxomerus politus
Toxomerus politus là một loài ruồi trong họ Ruồi giả ong (Syrphidae). Loài này được Say mô tả khoa học đầu tiên năm 1823. Toxomerus politus phân bố ở vùng Tân Nhiệt đới